# Hoplocercidae
Hoplocercidae је фамилија гуштера налик игуанама, чији представници насељавају тропске кишне шуме и травната станишта у Средњој и Јужној Америци.   Тренутно је описано шеснаест врста сврстаних у три рода.

## Класификација
фамилија Hoplocercidae
род Enyalioides
Enyalioides azulae
Enyalioides binzayedi
Enyalioides cofanorum
Enyalioides heterolepis
Enyalioides laticeps
Enyalioides microlepis
Enyalioides oshaughnessyi
Enyalioides palpebralis
Enyalioides praestabilis
Enyalioides rubrigularis
Enyalioides rudolfarndti
Enyalioides touzeti
род Hoplocercus
Hoplocercus spinosus
род Morunasaurus
Morunasaurus annularis
Morunasaurus groi
Morunasaurus peruvianus